# Ся (5 век)
Ся (на китайски: 夏; на пинин: Xià) е държава в Източна Азия, едно от Шестнайсетте царства, съществувало от 407 до 431 година в северната част на днешен Китай.
Ся възниква през 407 година, когато Хълиен Бобо, глава на хунската група тугу, се отцепва от Късна Цин и образува собствена държава в северната част на Ордос. Владетелите на Ся използват титлата император и извеждат произхода си от древната династия Ся. През 431 година Ся е унищожена от Северна Уей, като западните области са завзети от Туюхун.

## Владетели на Ся
| Име | Име         | Управление |
| --- | ----------- | ---------- |
| 1   | Хълиен Бобо | 407-425    |
| 2   | Хълиен Чан  | 425-428    |
| 3   | Хълиен Дин  | 428-431    |